# 22 de març
El 22 de març és el vuitanta-unè dia de l'any del calendari gregorià i el vuitanta-dosè en els anys de traspàs. Queden 284 dies per a finalitzar l'any.

## Esdeveniments
Països Catalans
- 1833 - Barcelona: Es publica el primer número del periòdic El Vapor.[1]
- 1908 - Barcelona: S'estrena Aigües encantades, de Joan Puig i Ferreter, al Teatre Romea.[2]
- 1922 - Barcelona: S'inaugura l'Escola Baixeras, de l'arquitecte Josep Goday, només per a nens i professors.[3]
- 1930 - Barcelona: Salvador Dalí fa una conferència a l'Ateneu Barcelonès: Postura moral del surrealisme.[4]
- 1931 - Ribes de Freser (el Ripollès): s'hi inaugura el tren cremallera que, passant per Queralbs, puja fins al santuari de la Mare de Déu de Núria.[5]
- 1999 - Barcelona: s'hi inaugura l'Auditori de Barcelona, dissenyat per Rafael Moneo.[6]

Resta del món
- 1895 - París: els germans Lumière presenten el cinematògraf en un passi privat.[7]
- 2006 - Euskadi: L'organització armada ETA anuncia un alto el foc permanent.
- 2017 - Londres, es produeix un atemptat en la zona del Palau de Westminster amb el resultat de 4 persones mortes i 20 ferits.
- 2021 - Cosmòdrom de Baikonur (Kazakhstan): Es llança el nanosatèl·lit artificial Enxaneta.[8]

## Naixements
Països Catalans
- 1891 - Barcelona: Pere Bosch i Gimpera, arqueòleg i prehistoriador català.
- 1904 - Barcelona: Pepeta Gelabert o Pepita Gelabert, actriu característica (m. 1977).[9]
- 1934 - Barcelona: María Dolores Gispert Guart, actriu de veu i locutora catalana (m. 2018).[10]
- 1951 - Barcelona: Lola Badia i Pàmies, filòloga i medievalista catalana, acadèmica de l'Acadèmia de Bones Lletres de Barcelona.[11]
- 1973 - Mar del Plata: Graciela Noemí Ferrer Matvieychuc, economista i política valenciana, ha estat diputada a les Corts Valencianes.[12]
- 1975 - Barcelona: Bea Segura, actriu catalana de televisió, cinema i teatre.[13]
- 1978 - El Cabanyal, València: Glòria Tello Company, activista, sociòloga i política valenciana.[14]
- 1983 - Borbotó: Ana Belén Giner Fácila, jugadora de raspall, galotxa i One wall, referent i pionera en el món de la pilota.[15]
- 1985 - barri de Gràcia, Barcelona: Aina Vidal Sáez, política catalana, diputada al Congrés dels Diputats.[16]
- 1993 - Mataró: Leila Ouahabi, futbolista catalana, que juga com a lateral esquerra.[17]

Resta del món
- 1797 - Berlín (Alemanya): Guillem I de Prússia, Rei de Prússia (m. 1888)[18]

- 1857 - Aurillac, França: Paul Doumer, matemàtic, advocat, 14è president de la República Francesa, 13è de la III República (m. 1932).[19]
- 1868 - Morrison, Illinois (EUA): Robert Andrews Millikan, físic nord-americà, Premi Nobel de Física de 1923[20]
- 1869 - Cavite El Viejo (Filipines): Emiliio Aguinaldo, militar i polític filipi (m. 1964)[21]
- 1873 - La Briga Auta, Itàlia: Julieta Lanteri, metgessa, política i feminista italoargentina (m.1932).[22]
- 1875 - Charles John Tolman, compositor estatunidenc.
- 1887 - Chico Marx, actor nord-americà, el més gran dels germans Marx (m. 1961).
- 1896 - Viena, Imperi Austrohongarès: Joseph Schildkraut, actor estatunidenc d'origen austríac.
- 1900 - Ljouwert: Christine Buisman, botànica i micòloga neerlandesa dedicada a les malalties de l'om (m. 1936).[23]
- 1905 - Kíev (Imperi Rus): Grigori Kózintsev, director de cinema soviètic (m. 1973).[24]
- 1907 - Aljustrel, Portugal: Lúcia de Jesus dos Santos, una dels vidents de Fàtima, monja carmelita descalça (m. 2005).[25]
- 1912 -
  - Chicago, Illinois, Estats Units: Karl Malden, actor i director estatunidenc.
  - Nuremberg: Martha Mödl, soprano i mezzosoprano alemanya (m. 2001).[26]
  - Macklin, Saskatchewan: Agnes Martin, pintora estatunidenca, expressionista abstracta (m. 2004).[27]
- 1923 - Estrasburg, França: Marcel Marceau, mim de fama mundial (m. 2007).[28]
- 1929 - Kuala Lumpur, Malàisia: P. Ramlee, actor i cantant de Malàisia (n. 1929).[29]
- 1930:
  - Buenos Aires, Algentina: Nora Morales de Cortiñas, psicòloga, militant dels drets humans i cofundadora de Madres de la Plaza de Mayo (m. 2024).[30]
  - Nova York (EUA): Stephen Sondheim, un compositor i lletrista estatunidenc, especialitzat en el gènere del teatre musical. Ha guanyat un Premi Oscar i 9 Premis Tony[31]
- 1936 - Duncan, Oklahoma: Marilyn Bailey Ogilvie, historiadora nord-americana de la ciència, centrada en el paper de la dona.[32]
- 1939 - Brest, França: Ronan Leprohon, polític bretó (m. 2017).
- 1931 - Nova York (EUA): Burton Richter, físic nord-americà, Premi Nobel de Física de l'any 1976.[33]
- 1940 - Samrong Young, Cambodja: Haing S. Ngor, actor i físic estatunidenc-cambodjà.
- 1948 - Londres (Anglaterra): Andrew Lloyd Webber, Baró Lloyd-Webber, compositor de teatre musical britànic.[31]
- 1949 - Saumur: Fanny Ardant, actriu francesa que guanyà el premi César a la millor actriu el 1997.[34]
- 1954 - Saigòn (Vietnam): Pascale Roze, escriptora francesa. Premi Goncourt 1996.[35]
- 1955 - Estocolm: Lena Olin, actriu sueca de teatre, cinema i televisió nominada als Emmy com a millor actriu.[36]
- 1957 - Praga: Monika Zgustová, escriptora i traductora txeca.[37]
- 1960 - Nova York, Estats Units: Nicole Holofcener, directora de cinema i televisió estatunidenca.[38]
- 1962 - Londres, Anglaterra: Steve Dillon, dibuixant de còmics, co-creador de la sèrie Preacher junt amb Garth Ennis.[39]
- 1966 - Kíev (Ucraïna): Olha Bohomòlets, política, compositora i metgessa ucraïnesa.[40]

- 1976 - Nova Orleans: Reese Witherspoon és una actriu de cinema i productora estatunidenca.
- 1980 - Vigo, Espanya: Begoña Fernández Molinos, jugadora d'handbol gallega, guanyadora d'una medalla olímpica.[41]
- 1996 - Suècia: Ludvig Håkanson, jugador de bàsquet internacional.

## Necrològiques
Països Catalans
- 1806 - València: Manuel Lassala i Sangerman, teòleg, humanista, poeta i dramaturg valencià (n. 1738).
- 1863 - Madrid: Josep Manso i Solà, capità general de l'exèrcit reial en els regnats de Ferran VII i Isabel II.
- 1967 - Madrid: Rosario Pi Brujas, directora, guionista, productora de cinema i pionera de la cinematografia catalana (n. 1899).[42]
- 1982 - Sabadell: Conrad Crespí i Vergés, sabadellenc supervivent del camp de concentració nazi de Mauthausen.
- 1991 - Terrassa, Vallès Occidental: Paulina Pi de la Serra i Joly, política i activista cultural catalana (n. 1906).[43]
- 2011 - Barcelona: Maria Vilardell i Viñas, pianista i promotora musical catalana, Creu de Sant Jordi (n. 1922).[44]
- 2015 - Caldes d'Estrac: Maria Martorell i Codina, mestra i directiva del moviment coral a Catalunya (n. 1923).[45]
- 2017 - Barcelona: Agustí Montal i Costa va ser un economista i empresari català, president del FC Barcelona entre 1969 i 1977. Fill d'Agustí Montal i Galobart.
- 2020 - 
  - Barcelona: Germà Colón i Domènech filòleg i lexicòleg valencià, un dels lingüistes més importants per a la filologia romànica i la lexicologia catalana (n. 1928).
  - Barcelona: Carmen de Mairena, popular cantant i artista transsexual catalana (n. 1933).[46]
- 2023 - Teresa Sempere Jaén, política valenciana (n. 1947).

Resta del món
- 1136 - Orte (Itàlia): Alberó II de Chiny-Namur, príncep-bisbe de Lieja.
- 1687 - París (França): Jean-Baptiste Lully, compositor francès d'origen italià (n. 1632).[31]
- 1832 - Weimar (Turíngia, Alemanya): Johann Wolfgang von Goethe, escriptor alemany.(n. 1749)[18]
- 1925 - Manchester: Marie Brema, mezzosoprano i contralt dramàtica anglesa (n. 1856).[47]
- 1960 - Cambridge: Agnes Arber, botànica i historiadora de la ciència britànica (n. 1879).[48]
- 1973 - Santa Barbara: Hilda Geiringer, matemàtica austríaca.[49]
- 1983 - North Attleborough (Massachusetts)ː Cynthia Westcott, patòloga, autora i experta en roses (n. 1898).[50]
- 1990 - Moscou: Lev Iaixin, porter de futbol rus (n. 1929).
- 2001 -
  - Ankara: Sabiha Gökçen, una de les primeres aviadores turques (n. 1913).
  - Los Angeles, Califòrnia, EUA: William Hanna, destacat dibuixant, director i productor de cinema animat nord-americà. Cofundador, juntament amb Joseph Barbera, dels estudis Hanna-Barbera[51] (n. 1910.
- 2004 - 
  - Gaza (Palestina): Ahmed Iassín, polític palestí, cap de Hamàs, assassinat per l'exèrcit israelià amb tres míssils llançats des d'un helicòpter de combat.
  - Boston, Estats Units: Janet Akyüz Mattei, astrònoma turco-americana (n. 1943).[52]
- 2013 - Estocolm: Bebo Valdés, músic cubà de jazz, pianista, compositor, arranjador musical i director d'orquestra (n. 1918).[53]

## Festes i commemoracions
- Dia internacional de l'aigua (ONU)
- Santoral: sants Epafrodit de Filipos, deixeble de Sant Pau i llegendari bisbe de Tarragona; Sant Basili d'Ancira, prevere; Pau de Narbona, bisbe i màrtir; Deogràcies de Cartago, bisbe; Benvingut d'Osimo, franciscà; Lea de Roma, vídua. Al luteranisme: Jonathan Edwards, missioner.